# 성남시 수정구의 국회의원

## 행정구역 변천
- 1989년 5월 1일 경기도 성남시 수정구 설치

## 성남시수정구의 역대 국회의원
| 대수   | 이름           | 소속정당       | 임기                              | 선거구역           |
| ------ | -------------- | -------------- | --------------------------------- | ------------------ |
| 제14대 | 이윤수(李允洙) | 민주당         | 1992년 5월 30일 - 2004년 5월 29일 | 성남시 수정구 일원 |
| 제15대 | 이윤수(李允洙) | 새정치국민회의 | 1992년 5월 30일 - 2004년 5월 29일 | 성남시 수정구 일원 |
| 제16대 | 이윤수(李允洙) | 새천년민주당   | 1992년 5월 30일 - 2004년 5월 29일 | 성남시 수정구 일원 |
| 제17대 | 김태년(金太年) | 열린우리당     | 2004년 5월 30일 - 2008년 5월 29일 | 성남시 수정구 일원 |
| 제18대 | 신영수(申榮洙) | 한나라당       | 2008년 5월 30일 - 2012년 5월 29일 | 성남시 수정구 일원 |
| 제19대 | 김태년(金太年) | 민주통합당     | 2012년 5월 30일 - 현재            | 성남시 수정구 일원 |
| 제20대 | 김태년(金太年) | 더불어민주당   | 2012년 5월 30일 - 현재            | 성남시 수정구 일원 |
| 제21대 | 김태년(金太年) | 더불어민주당   | 2012년 5월 30일 - 현재            | 성남시 수정구 일원 |
| 제22대 | 김태년(金太年) | 더불어민주당   | 2012년 5월 30일 - 현재            | 성남시 수정구 일원 |

## 같이 보기
- 성남시 갑
- 성남시 수정구 (선거구)
- 성남시의 국회의원(1989년 구제 실시 이전)
- 성남시 중원구의 국회의원
- 성남시 분당구의 국회의원